# Петър Димитров (политик)
Вижте пояснителната страница за други личности с името Петър Димитров.
Петър Владимиров Димитров е български икономист и политик от Българската социалистическа партия (БСП), министър на икономиката и енергетиката в правителството на Сергей Станишев.

## Биография

### Ранен живот и образование
Петър Димитров е роден на 27 януари 1949 г. в град Клисура, България. Завършва Техникума по механо-електротехника в родния си град и висше икономическо образование в Москва. Доктор на икономическите науки. От 1976 г. работи като преподавател, доцент в Икономическия университет във Варна, където е заместник-ректор на университета и директор на Висшата школа за мениджъри. Бивш преподавател в УНСС.

#### Професионална и политическа кариера
Депутат от Варна в XXXVII, XXXVIII, XXXIX, XL и XLI народно събрание, като в XL народно събрание е председател на Комисията по бюджет и финанси, член на Комисията по икономическа политика и председател на Делегацията в Парламентарната асамблея на Черноморското икономическо сътрудничество.
Член на Висшия съвет на БСП от 1990 г. Бил е председател на Градския съвет на БСП – Варна в периода 1996 – 1998. Член на Изпълнителното бюро на Висшия съвет на БСП от 1998 до 2008 г. От юли 2000 до юли 2002 г. и от февруари 2006 г. е председател на Областния съвет на БСП във Варна. Между 14 юли и 29 юли 2009 г. член на Парламентарната група на Коалиция за България, а от 29 юли 2009 г. и неин зам.-председател. Между 30 юли 2009 и 9 юни 2010 г. член на Комисията по икономическата политика, енергетика и туризъм. След това, от 9 юни 2010 г., зам.-председател на Съвета по социално-икономическа политика на партията.
На 13 юли 2007 г. Съветът на управляващата тройна коалиция (БСП, НДСВ, ДПС) посочва Петър Димитров за министър на икономиката и енергетиката на мястото на подалия оставка Румен Овчаров. Избран е за министър на 18 юли 2007 г.
Владее свободно руски език. Женен е, с едно дете.
Известен в интернет пространството, заради изказването му, че приготвянето на домашни консерви от страна на българските домакини се отразявало положително на инфлацията.